# Encephalosphaera
Encephalosphaera es un género de plantas con flores perteneciente a la familia Acanthaceae. El género tiene 3 especies de hierbas distribuidas en las regiones tropicales de Sudamérica.

## Taxonomía
El género fue descrito por Gustav Lindau y publicado en Bulletin de l'Herbier Boissier, sér. 2, 4: 322. 1904. La especie tipo es: Encephalosphaera vitellina

## Especies deEncephalosphaera
- Encephalosphaera lasiandra
- Encephalosphaera puberula
- Encephalosphaera vitellina